# Bismilláh Chán Mohammadí
Bismilláh Chán Mohammadí (* 1961, Pandžšír, Afghánistán) je afghánský politik a de iure ministr obrany země.
Pod vedením Ahmada Šáha Masúda byl v 80. letech velitelem v bojích proti Sovětům a v 90. letech proti Tálibánu. V letech 2002 až 2010 byl náčelníkem generálního štábu Afghánské národní armády.

## Život
Bismilláh Chán pochází z Pandžšírského údolí, původem je Tádžik.
Po sovětské invazi do Afghánistánu se Bismilláh Chán připojil k mudžahedínům pod velením Ahmada Šáha Masúda.
Poté, co Tálibán v roce 1996 převzal kontrolu nad Afghánistánem, se stal jedním z velitelů protitalibanské Severní aliance. Po pádu Tálibánu byl velitelem policejních sil v Kábulu.
V letech 2002 až 2010 byl Bismilláh Chán náčelníkem generálního štábu Afghánské národní armády. V letech 2010 až 2012 zastával funkci ministra vnitra země.